# Tromba di Eustachio
La tromba di Eustachio (o tuba uditiva) è un condotto che collega l'orecchio medio alla faringe.
Prende il nome dall'anatomista del XVI secolo Bartolomeo Eustachi.

## Anatomia
La tromba di Eustachio o tuba è un condotto complesso, lungo circa 4-5 cm, che mette in comunicazione l'orecchio medio con la rinofaringe. Questo condotto è suddivisibile in due porzioni, timpanica e rinofaringea, unite da un tratto intermedio ristretto, chiamato istmo. La porzione timpanica, più corta (di circa 10 mm), si apre con l'orifizio timpanico a livello della parete anteriore della cassa timpanica ed è delimitata da pareti ossee scavate nell'osso timpanico. La porzione rinofaringea, più lunga (di circa 25-35 mm), presenta pareti fibrocartilaginee che formano una doccia a concavità inferiore ed è chiusa inferiormente da una membrana fibrosa. La tuba presenta inoltre un lume rivestito da mucosa di tipo respiratorio e 4 muscoli: il muscolo tensore del velo palatino, il muscolo elevatore del velo palatino, il salpingo-faringeo ed il tensore del timpano (o del martello).
Il principale muscolo dilatatore della tuba è il tensore del velo del palato la cui attività è fondamentale per l'espletamento della funzione ventilatoria.

## Fisiologia
Le funzioni fisiologiche delle tube (destra e sinistra) sono molteplici:
- permettono il corretto ricambio di aria (compensazione della pressione tra il mondo esterno e l'orecchio medio)
- permettono il corretto deflusso del muco, normalmente presente sulle mucose della tuba
- evitano il passaggio di agenti patogeni dalla faringe (che è uno dei principali veicoli di germi, in quanto passaggio di cibo e aria) all'orecchio medio
- impediscono ai normali rumori corporei (quali respiro, voce, battito cardiaco, movimenti articolari, deglutizione, ecc.) di andare a battere direttamente sul timpano

## Fisiopatologia
Una alterata funzione tubarica comporta un maggior rischio di infiammazioni dell'orecchio medio (otite media acuta recidivante ed otite media effusiva o sieromucosa). Tali patologie interessano soprattutto i bambini che presentano ancora una immaturità tubarica: inefficace contrazione del muscolo tensore del velo-pendulo, scarsa elasticità della cartilagine tubarica, scarsa rappresentazione del cuscinetto adiposo di Ostmann. Tali alterazioni comportano da un lato una ridotta ventilazione dell'orecchio medio e dall'altro il venir meno della funzione protettiva con maggior rischio di reflusso di secrezioni infette dal rinofaringe all'orecchio medio.